# Transplante de mão
Transplante de mão é um procedimento cirúrgico no qual uma mão é transplantada para outra pessoa.
Em 2017, foi realizado o primeiro transplante de mão numa criança.

## Refências
1. ↑  «Zion, a primeira criança a receber um transplante das duas mãos». www.dn.pt. Consultado em 10 de fevereiro de 2023